# Raki (wspinaczka)

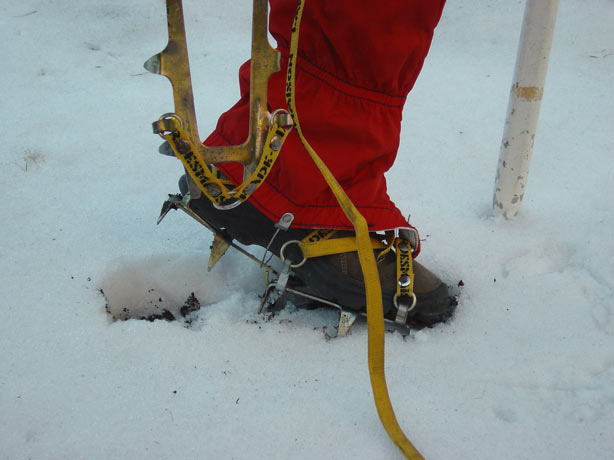
Raki paskowe

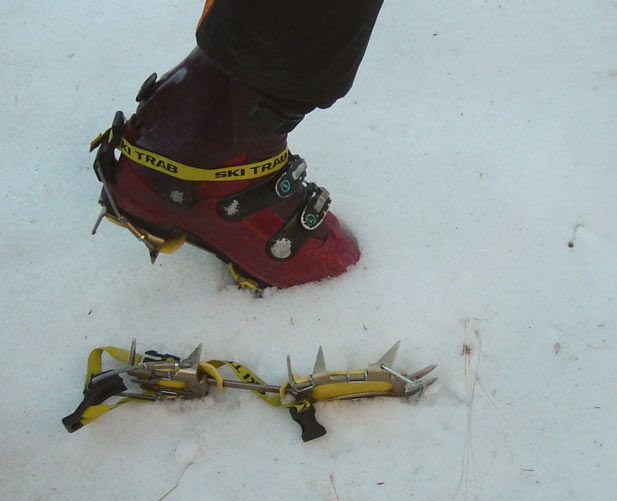
Raki automatyczne

Raki – metalowe kolce mocowane do butów. Umożliwiają turystom górskim i wspinaczom poruszanie się po lodzie i śniegu. Zazwyczaj spotyka się modele z 14 i 12 zębami (10 skierowanych do dołu, pozostałe do przodu), rzadziej z 10 zębami skierowanymi tylko w dół, bez zębów atakujących.
Wyróżnia się cztery typy raków:
- paskowe – mogą być mocowane do dowolnego typu butów. Mocowane do butów są za pomocą systemu pasków – kiedyś skórzanych, później z tworzyw sztucznych. Obecnie już nieprodukowane.
- koszykowe – mogą być mocowane do dowolnego typu butów, zaleca się jednak, aby podeszwa buta była sztywna. W rakach tych zastosowano plastikową konstrukcję obejmującą but – tak zwane „koszyki”, trzymające but z przodu oraz z tyłu. Wiązanie odbywa się za pomocą odpowiedniego przełożenia paska przez przeloty.
- półautomatyczne – rozwiązanie hybrydowe, z przodu koszyk obejmujący but, z tyłu zaczep automatyczny. Wiązanie odbywa się za pomocą odpowiedniego przełożenia paska przez przeloty. Wymagają specjalnego typu obuwia z przystosowanym tylnym rantem.
- automatyczne – z przodu i z tyłu mają automatyczny zaczep. Wymagają specjalnego typu obuwia z przystosowanym przednim i tylnym rantem. Zbyt miękka podeszwa może spowodować, że raki spadną, dlatego zalecane jest używanie butów plastikowych – tzw. skorup. Pewne przymocowanie do buta oraz (zazwyczaj) sztywna konstrukcja pozwalają np. na stanie tylko na dwóch przednich zębach, dlatego są powszechnie używane we wspinaczce lodowej.